# Verne (Doubs)
Verne é uma comuna francesa na região administrativa de Borgonha-Franco-Condado, no departamento de Doubs. Estende-se por uma área de 7,82 km². Em 2010 a comuna tinha 130 habitantes (densidade: 16,6 hab./km²).